# Flugabwehrkommando Mosel
Das Flugabwehrkommando Mosel war ein Kommandostab auf Brigadeebene der Luftwaffe im Zweiten Weltkrieg. Die Aufstellung des Brigadestabes erfolgte am 16. Oktober 1939 durch Umbenennung und Aufstockung des Regimentsstabes des Flak-Regiments 7. Am 15. Mai 1940 wurde der Stab in das Flugabwehrkommando Luxemburg umbenannt. Das Flugabwehrkommando Mosel unterstand taktisch dem Luftgaukommando XII und übernahm die operative Führung der deutschen Flakkräfte im Raum Mosel mit Gefechtsstand in Mayen. Ihm unterstanden das Flak-Regiment 30 sowie das Festungs-Flak-Regiment 31. Einziger Kommandeur war Oberst Gotthard Frantz.